# 韋瑟尼茨河
50°57′49″N 13°53′39″E / 50.96361°N 13.89417°E

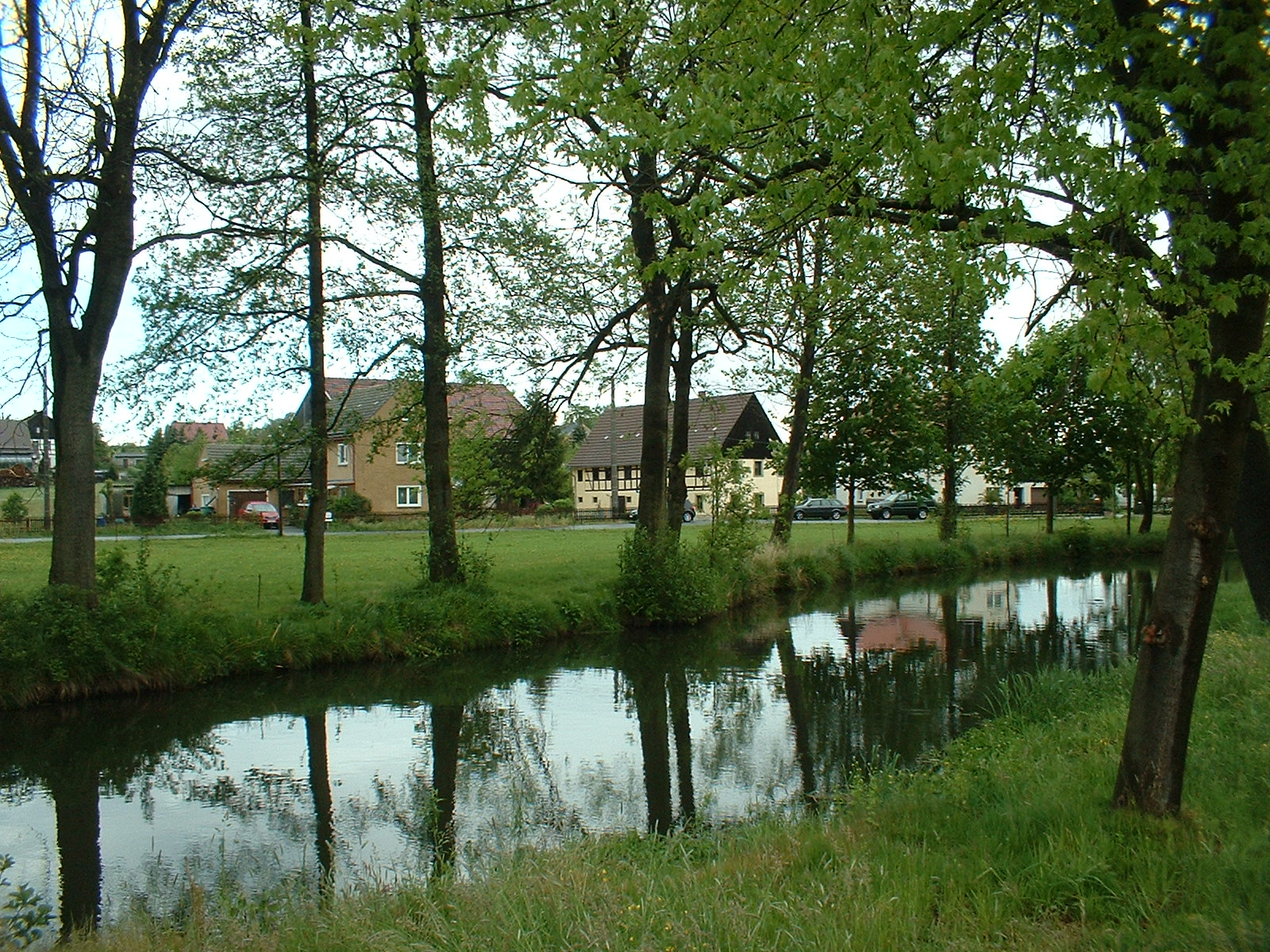

韋瑟尼茨河（德語：Wesenitz，發音：[ˈveːzənɪts]）是德國的河流，位於薩克森自由州，屬於易北河的右支流，河道全長83公里，河畔城鎮有比绍夫斯韦达和施托爾彭，河口處在迪尔勒尔斯多夫-迪特斯巴赫。